# 金秉準

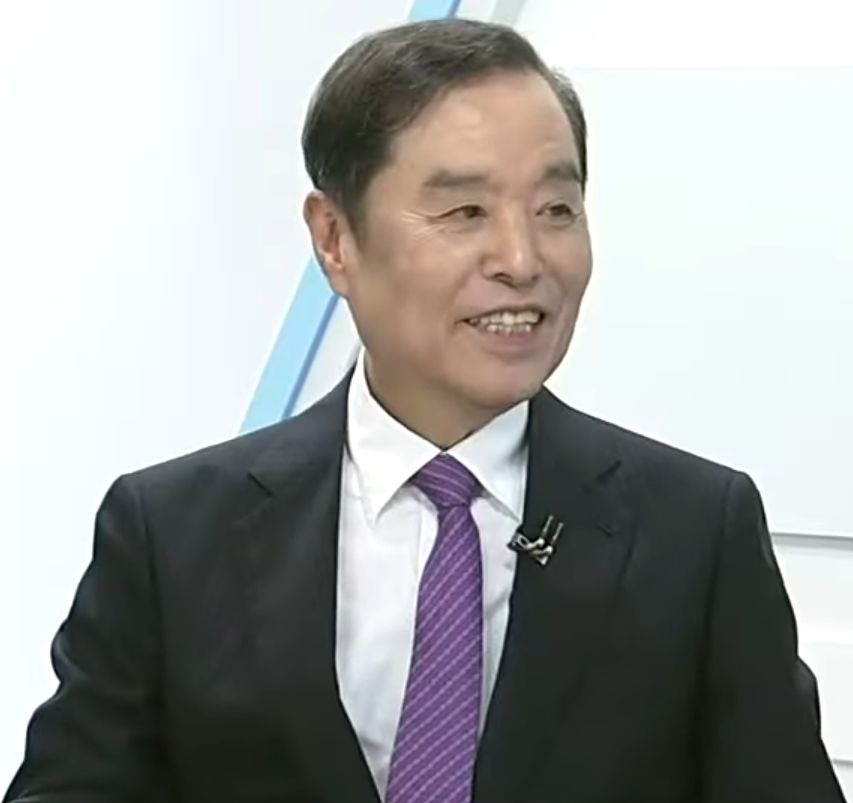
金秉準

金秉準（韓語：김병준，羅馬化：Kim Byong-joon，1954年3月26日—），韩国政治人物，曾经担任教育副总理兼教育部长官。

## 生平
金秉準生于京畿道水原市，1976年毕业于韩国岭南大学政治和外交学专业，1979年硕士毕业于韩国外国语大学政治学专业，1984年毕业于美国特拉华大学，获政治学博士学位。
回国后，金秉準任职于江原大学。1986年，转任韩国国民大学教授至今。1998年开始从政，2002年12月，被当选总统卢武铉任命为政治秘书。2004年6月，出任总统秘书室政策室长。2006年7月，出任教育副总理兼教育部长官，8月2日因任教授时抄袭弟子作品而宣布辞职。
2016年11月2日，獲提名擔任國務總理，原定接替黃教安為崔順實干政事件辭去的總理一職並接掌總統朴槿惠的部分權力，但隨後朴槿惠因輿論壓力撤回其總理提名。
2018年7月16日，由於所屬政黨自由韓國黨在地方選舉中慘敗，黨代表洪準杓辭職負責，院內代表金聖泰代理一個月後，由金秉準擔任創新非常對策委員長一職（黨首）。